# عبد الرحمن الملا (ممثل)
عبد الرحمن الملا مخرج وممثل إماراتي بدأ المجال الفني عام 2004 وحتى الآن.

## أعماله

### المسلسلات التلفزيونية
- غمز البارود
- القياضة
- ريح الشمال
- الغافة
- وديمة
- عجيب غريب
- للأسرار خيوط
- جنون المال
- امواج هادئة

### في السينما
- حنين